# Playoffs de l'NBA del 2007
El seu format tracta de 7 rondes. Quan es fa una de les rondes el guanyador se'n duu un punt (1-0, per exemple). Si ja s'han guanyat les 4 rondes seguides, són innecessàries les següents, de manera que accedeix directament a la següent eliminatòria. De cada conferència, es fa una eliminatòria fent: 1 vs. 8, 2 vs. 7, 3 vs. 6, 4 vs. 5. Va des de vuitens de final fins a una NBA Final, on competeixen el campió de l'est i el de l'oest, fent servir el mateix sistema.
|  | Vuitens de final | Vuitens de final |              |   | Quarts de final | Quarts de final |  |  | Semifinals | Semifinals |  |  | Final | Final |
|  |                  |                  |              |   |                 |                 |  |  |            |            |  |  |       |       |
|  |                  |                  |              |   |                 |                 |  |  |            |            |  |  |       |       |
|  |                  |                  |              |   |                 |                 |  |  |            |            |  |  |       |       |
|  | Detroit          | 4                |              |   |                 |                 |  |  |            |            |  |  |       |       |
|  | Detroit          | 4                |              |   |                 |                 |  |  |            |            |  |  |       |       |
|  | Orlando          | 0                |              |   |                 |                 |  |  |            |            |  |  |       |       |
|  | Orlando          | 0                | Detroit      | 4 |                 |                 |  |  |            |            |  |  |       |       |
|  |                  |                  | Detroit      | 4 |                 |                 |  |  |            |            |  |  |       |       |
|  |                  | Chicago          | 2            |   |                 |                 |  |  |            |            |  |  |       |       |
|  | Miami            | Chicago          | 2            | 0 |                 |                 |  |  |            |            |  |  |       |       |
|  | Miami            |                  |              | 0 |                 |                 |  |  |            |            |  |  |       |       |
|  | Chicago          | 4                |              |   |                 |                 |  |  |            |            |  |  |       |       |
|  | Chicago          | 4                | Detroit      | 2 |                 |                 |  |  |            |            |  |  |       |       |
|  |                  |                  | Detroit      | 2 |                 |                 |  |  |            |            |  |  |       |       |
|  |                  | Cleveland        | 4            |   |                 |                 |  |  |            |            |  |  |       |       |
|  | Cleveland        | Cleveland        | 4            | 4 |                 |                 |  |  |            |            |  |  |       |       |
|  | Cleveland        |                  |              | 4 |                 |                 |  |  |            |            |  |  |       |       |
|  | Washington       | 0                |              |   |                 |                 |  |  |            |            |  |  |       |       |
|  | Washington       | 0                | Cleveland    | 4 |                 |                 |  |  |            |            |  |  |       |       |
|  |                  |                  | Cleveland    | 4 |                 |                 |  |  |            |            |  |  |       |       |
|  |                  | New Jersey       | 2            |   |                 |                 |  |  |            |            |  |  |       |       |
|  | Toronto          | New Jersey       | 2            | 2 |                 |                 |  |  |            |            |  |  |       |       |
|  | Toronto          |                  |              | 2 |                 |                 |  |  |            |            |  |  |       |       |
|  | New Jersey       | 4                |              |   |                 |                 |  |  |            |            |  |  |       |       |
|  | New Jersey       | 4                | Cleveland    | 0 |                 |                 |  |  |            |            |  |  |       |       |
|  |                  |                  | Cleveland    | 0 |                 |                 |  |  |            |            |  |  |       |       |
|  |                  | San Antonio      | 4            |   |                 |                 |  |  |            |            |  |  |       |       |
|  | Dallas           | San Antonio      | 4            | 2 |                 |                 |  |  |            |            |  |  |       |       |
|  | Dallas           |                  |              | 2 |                 |                 |  |  |            |            |  |  |       |       |
|  | Golden State     | 4                |              |   |                 |                 |  |  |            |            |  |  |       |       |
|  | Golden State     | 4                | Golden State | 1 |                 |                 |  |  |            |            |  |  |       |       |
|  |                  |                  | Golden State | 1 |                 |                 |  |  |            |            |  |  |       |       |
|  |                  | Utah             | 4            |   |                 |                 |  |  |            |            |  |  |       |       |
|  | Utah             | Utah             | 4            | 4 |                 |                 |  |  |            |            |  |  |       |       |
|  | Utah             |                  |              | 4 |                 |                 |  |  |            |            |  |  |       |       |
|  | Houston          | 3                |              |   |                 |                 |  |  |            |            |  |  |       |       |
|  | Houston          | 3                | Utah         | 1 |                 |                 |  |  |            |            |  |  |       |       |
|  |                  |                  | Utah         | 1 |                 |                 |  |  |            |            |  |  |       |       |
|  |                  | San Antonio      | 4            |   | Tercer lloc     | Tercer lloc     |  |  |            |            |  |  |       |       |
|  | Phoenix          | San Antonio      | 4            | 4 | Tercer lloc     | Tercer lloc     |  |  |            |            |  |  |       |       |
|  | Phoenix          |                  |              | 4 |                 |                 |  |  |            |            |  |  |       |       |
|  | Los Angeles      | 1                |              |   |                 |                 |  |  |            |            |  |  |       |       |
|  | Los Angeles      | 1                | San Antonio  | 4 |                 |                 |  |  |            |            |  |  |       |       |
|  |                  |                  | San Antonio  | 4 |                 |                 |  |  |            |            |  |  |       |       |
|  |                  | Phoenix          | 2            |   |                 |                 |  |  |            |            |  |  |       |       |
|  | San Antonio      | Phoenix          | 2            | 4 |                 |                 |  |  |            |            |  |  |       |       |
|  | San Antonio      |                  |              | 4 |                 |                 |  |  |            |            |  |  |       |       |
|  | Denver           | 1                |              |   |                 |                 |  |  |            |            |  |  |       |       |
|  | Denver           | 1                |              |   |                 |                 |  |  |            |            |  |  |       |       |

## Vuitens de final

### Detroit Pistons vs. Orlando Magic
Observant els partits, podrem veure un domini dels Pistons en tots, sobretot en el tercer. Els Pistons no hagueren de fer el cinquè partit, després de guanyar-los tots. Els seguidors dels Magics potser pensaren que els dos primers partits els havien guanyats perquè ho feien com a local, però s'ha de tenir en compte que un bon equip és un bon equip.
| Data | Visitant | Resultat | Local   | Resultat | Record (DET-ORL) |
| ---- | -------- | -------- | ------- | -------- | ---------------- |
| 21-4 | Orlando  | 92       | Detroit | 100      | 1-0              |
| 23-4 | Orlando  | 90       | Detroit | 98       | 2-0              |
| 26-4 | Detroit  | 93       | Orlando | 77       | 3-0              |
| 28-4 | Detroit  | 97       | Orlando | 93       | 4-0              |

### Cleveland Cavaliers vs. Washington Wizards
| Data | Visitant   | Resultat | Local      | Resultat | Record (CLE-WAS) |
| ---- | ---------- | -------- | ---------- | -------- | ---------------- |
| 22-4 | Washington | 82       | Cleveland  | 97       | 1-0              |
| 25-4 | Washington | 102      | Cleveland  | 108      | 2-0              |
| 28-4 | Cleveland  | 98       | Washington | 92       | 3-0              |
| 30-4 | Cleveland  | 97       | Washington | 90       | 4-0              |

### Toronto Raptors vs. New Jersey Nets
| Data | Visitant   | Resultat | Local      | Resultat | Record (TOR-NJN) |
| ---- | ---------- | -------- | ---------- | -------- | ---------------- |
| 21-4 | New Jersey | 96       | Toronto    | 91       | 0-1              |
| 24-4 | New Jersey | 83       | Toronto    | 89       | 1-1              |
| 27-4 | Toronto    | 89       | New Jersey | 102      | 1-2              |
| 29-4 | Toronto    | 81       | New Jersey | 102      | 1-3              |
| 1-5  | New Jersey | 96       | Toronto    | 98       | 2-3              |
| 4-5  | Toronto    | 97       | New Jersey | 98       | 2-4              |

### Miami Heat vs. Chicago Bulls
També sense possibilitats (igual que els Magics), els Heats, campió de l'NBA del 2007 caigueren incapacitats amb un 4-0 davant els Bulls. Podeu veure el final, però no podeu veure el d'entremig. Al primer partit, per exemple, la primera part acabà 26-27, a favor dels Miami Heat.
| Data | Visitant | Resultat | Local   | Resultat | Record (CHI-MIA) |
| ---- | -------- | -------- | ------- | -------- | ---------------- |
| 21-4 | Miami    | 91       | Chicago | 96       | 1-0              |
| 24-4 | Miami    | 89       | Chicago | 107      | 2-0              |
| 27-4 | Chicago  | 104      | Miami   | 96       | 3-0              |
| 29-4 | Chicago  | 92       | Miami   | 79       | 4-0              |

### Dallas Mavericks vs. Golden State Warriors
| Data | Visitant     | Resultat | Local        | Resultat | Record (DAL-GSW) |
| ---- | ------------ | -------- | ------------ | -------- | ---------------- |
| 22-4 | Golden State | 97       | Dallas       | 85       | 0-1              |
| 25-4 | Golden State | 99       | Dallas       | 112      | 1-1              |
| 27-4 | Dallas       | 91       | Golden State | 109      | 1-2              |
| 29-4 | Dallas       | 99       | Golden State | 103      | 1-3              |
| 1-5  | Golden State | 112      | Dallas       | 118      | 2-3              |
| 3-5  | Dallas       | 86       | Golden State | 111      | 2-4              |

### Phoenix Suns vs. Los Angeles Lakers
| Data | Visitant    | Resultat | Local       | Resultat | Record (PHO-LAL) |
| ---- | ----------- | -------- | ----------- | -------- | ---------------- |
| 22-4 | Los Angeles | 87       | Phoenix     | 95       | 1-0              |
| 24-4 | Los Angeles | 98       | Phoenix     | 126      | 2-0              |
| 26-4 | Phoenix     | 83       | Los Angeles | 87       | 2-1              |
| 29-4 | Phoenix     | 113      | Los Angeles | 100      | 3-1              |
| 2-5  | Los Angeles | 108      | Phoenix     | 114      | 4-1              |

### San Antonio Spurs vs. Denver Nuggets
| Data | Visitant    | Resultat | Local       | Resultat | Record (SAS-DEN) |
| ---- | ----------- | -------- | ----------- | -------- | ---------------- |
| 22-4 | Denver      | 95       | San Antonio | 89       | 0-1              |
| 25-4 | Denver      | 88       | San Antonio | 97       | 1-1              |
| 28-4 | San Antonio | 96       | Denver      | 91       | 2-1              |
| 30-4 | San Antonio | 96       | Denver      | 89       | 3-1              |
| 2-5  | Denver      | 78       | San Antonio | 93       | 4-1              |

### Utah Jazz vs. Houston Rockets
| Data | Visitant | Resultat | Local   | Resultat | Record (HOU-UTAH) |
| ---- | -------- | -------- | ------- | -------- | ----------------- |
| 21-4 | Utah     | 75       | Houston | 84       | 1-0               |
| 23-4 | Utah     | 90       | Houston | 98       | 2-0               |
| 26-4 | Houston  | 67       | Utah    | 81       | 2-1               |
| 28-4 | Houston  | 85       | Utah    | 98       | 2-2               |
| 30-4 | Utah     | 92       | Houston | 96       | 3-2               |
| 3-5  | Houston  | 82       | Utah    | 94       | 3-3               |
| 5-5  | Utah     | 103      | Houston | 99       | 3-4               |

## Quarts de final

### Detroit Pistons vs. Chicago Bulls
| Data | Visitant | Resultat | Local   | Resultat | Record (DET-CHI) |
| ---- | -------- | -------- | ------- | -------- | ---------------- |
| 5-5  | Chicago  | 69       | Detroit | 95       | 1-0              |
| 7-5  | Chicago  | 87       | Detroit | 108      | 2-0              |
| 10-5 | Detroit  | 81       | Chicago | 74       | 3-0              |
| 13-5 | Detroit  | 87       | Chicago | 102      | 3-1              |
| 15-5 | Chicago  | 108      | Detroit | 92       | 3-2              |
| 17-5 | Detroit  | 95       | Chicago | 85       | 4-2              |

### Cleveland Cavaliers vs. New Jersey Nets
| Data | Visitant   | Resultat | Local      | Resultat | Record (CLE-NJN) |
| ---- | ---------- | -------- | ---------- | -------- | ---------------- |
| 6-5  | New Jersey | 77       | Cleveland  | 81       | 1-0              |
| 8-5  | New Jersey | 92       | Cleveland  | 102      | 2-0              |
| 12-5 | Cleveland  | 85       | New Jersey | 96       | 2-1              |
| 14-5 | Cleveland  | 87       | New Jersey | 85       | 3-1              |
| 16-5 | New Jersey | 83       | Cleveland  | 72       | 3-2              |
| 18-5 | Cleveland  | 88       | New Jersey | 72       | 4-2              |

### Utah Jazz vs. Golden State Warriors
| Data | Visitant     | Resultat | Local        | Resultat | Record (UTAH-GSW) |
| ---- | ------------ | -------- | ------------ | -------- | ----------------- |
| 7-5  | Golden State | 112      | Utah         | 116      | 1-0               |
| 9-5  | Golden State | 117      | Utah         | 127      | 2-0               |
| 11-5 | Utah         | 105      | Golden State | 125      | 2-1               |
| 13-5 | Utah         | 115      | Golden State | 101      | 3-1               |
| 15-5 | Golden State | 87       | Utah         | 100      | 4-1               |

### Phoenix Suns vs. San Antonio Spurs
| Data | Visitant    | Resultat | Local       | Resultat | Record (PHO-SAS) |
| ---- | ----------- | -------- | ----------- | -------- | ---------------- |
| 6-5  | San Antonio | 111      | Phoenix     | 106      | 0-1              |
| 8-5  | San Antonio | 81       | Phoenix     | 101      | 1-1              |
| 12-5 | Phoenix     | 101      | San Antonio | 108      | 1-2              |
| 14-5 | Phoenix     | 104      | San Antonio | 98       | 2-2              |
| 16-5 | San Antonio | 88       | Phoenix     | 85       | 2-3              |
| 18-5 | Phoenix     | 106      | San Antonio | 114      | 2-4              |

## Semifinals

### Detroit Pistons vs. Cleveland Cavaliers
| Data | Visitant  | Resultat | Local     | Resultat | Record (DET-CLE) |
| ---- | --------- | -------- | --------- | -------- | ---------------- |
| 21-5 | Cleveland | 76       | Detroit   | 79       | 1-0              |
| 24-5 | Cleveland | 76       | Detroit   | 79       | 2-0              |
| 27-5 | Detroit   | 82       | Cleveland | 88       | 2-1              |
| 29-5 | Detroit   | 87       | Cleveland | 91       | 2-2              |
| 31-5 | Cleveland | 109      | Detroit   | 107      | 2-3              |
| 2-6  | Detroit   | 82       | Cavaliers | 98       | 2-4              |

### San Antonio Spurs vs. Utah Jazz
| Data | Visitant    | Resultat | Local       | Resultat | Record (SAS-UTAH) |
| ---- | ----------- | -------- | ----------- | -------- | ----------------- |
| 20-5 | Utah        | 100      | San Antonio | 108      | 1-0               |
| 22-5 | Utah        | 96       | San Antonio | 105      | 2-0               |
| 26-5 | San Antonio | 83       | Utah        | 109      | 2-1               |
| 28-5 | San Antonio | 91       | Utah        | 79       | 3-1               |
| 30-5 | Utah        | 84       | San Antonio | 109      | 4-1               |

## Final

### Cleveland Cavaliers vs. San Antonio Spurs
| Data | Visitant    | Resultat | Local       | Resultat | Record (CLE-SAS) |
| ---- | ----------- | -------- | ----------- | -------- | ---------------- |
| 7-6  | San Antonio | 76       | Cleveland   | 85       | 0-1              |
| 10-6 | San Antonio | 92       | Cleveland   | 103      | 0-2              |
| 12-6 | Cleveland   | 75       | San Antonio | 72       | 0-3              |
| 14-6 | Cleveland   | 82       | San Antonio | 83       | 0-4              |